# Rio Bonito (Iguaçu)
Der Rio Bonito ist ein etwa 18 km langer linker Nebenfluss des Rio Iguaçu im Süden des brasilianischen Bundesstaats Paraná.

## Etymologie
Rio Bonito bedeutet auf Deutsch Schöner Fluss.

## Geografie

### Lage
Das Einzugsgebiet des Rio Bonito befindet sich auf dem Terceiro Planalto Paranaense (Dritte oder Guarapuava-Hochebene von Paraná).

### Verlauf
Sein Quellgebiet liegt an der Grenze zwischen den beiden Munizipien São Jorge d’Oeste und São João auf 533 m Meereshöhe etwa 7 km östlich des Hauptorts São Jorge d’Oeste in der Nähe der PR-281.
Der Fluss verläuft in nördlicher Richtung. Er bildet in seinem gesamten Verlauf die Grenze zwischen den beiden Munizipien. Er mündet auf 397 m Höhe von links in den Rio Iguaçu, der hier zum Stausee Salto Osório aufgestaut ist. Er ist etwa 18 km lang.

### Munizipien im Einzugsgebiet
Am Rio Bonito liegen die zwei Munizipien São Jorge d’Oeste und São João.